# Овчарня (село)
Овчарня (укр. Вівчарня) — село на Украине, находится в Черневецком районе Винницкой области.
Код КОАТУУ — 0524985503. Население по переписи 2001 года составляет 24 человека. Почтовый индекс — 24141. Телефонный код — 4357.
Занимает площадь 0,207 км².

## Адрес местного совета
24122, Винницкая область, Черневецкий р-н, с. Саинка, ул. Ленина, 58